# Stina Nordenstam
Stina Nordenstam (Stockholm, 4 maart 1969) is een singer-songwriter afkomstig uit Zweden. Ze werd vooral bekend met het nummer Little Star dat in 1994 werd gebruikt in de soundtrack van de film Romeo + Juliet. De zangeres leidt een teruggetrokken leven en heeft bijna nooit live opgetreden.
Nordenstam heeft een aantal studioalbums gemaakt. In haar geluidsinstallatie Isens Fasor maakt ze gebruik van journaalfragmenten van poolonderzoeker Karl Weyprecht.
Een nieuw album wordt nog steeds verwacht.
Ze werd in 2014 opgenomen in de Swedish Music Hall of Fame.

## Discografie

### Albums
- Memories Of A Colour (1991)
- And She Closed Her Eyes (1994)
- Dynamite (1996)
- People Are Strange (1998)
- This Is Stina Nordenstam (2001)
- The World Is Saved (2004)

### Solo singles en ep's
- Memories of a Color (1992)
- Another Story Girl (1993)
- Little Star eerste release (1994)
- Little Star remixes (1994)
- Something Nice (1994)
- The Photographer's Wife E.P. (1996)
- Dynamite (1997)
- Little Star heruitgave na gebruik in de film Romeo + Juliet (1997)
- People Are Strange (1998)
- Lori Glori (2001) (promotionele single)
- Sharon & Hope (2002) (promotionele single)
- Get On With Your Life (2004)
- Parliament Square (2005)

## Vangelis
- ze song op Voices van Vangelis (1995)

- Bibsys: 7058022
- Bibliothèque nationale de France: cb14008088w (data)
- Gemeinsame Normdatei: 134813685
- International Standard Name Identifier: 0000 0000 7839 7846
- Library of Congress Control Number: no96038665
- MusicBrainz: 6ac47f31-3b2e-4f95-bef0-ce869af4ee98
- Nationale Bibliotheek van Tsjechië: xx0073281
- Nationale Bibliotheek van Israël: 987007330137905171
- Nationale Bibliotheek van Polen: a0000002609758
- Virtual International Authority File: 85777699
- WorldCat: E39PBJxmGrJkGfVpTTyjwPYF8C